# كارلا باتريشيا رويز ماكفارلاند
كارلا باتريشيا رويز ماكفارلاند هي سياسية مكسيكية تشغل منصب العمدة الثامن والعشرين والعمدة الحالي لتيخوانا منذ عام 2020. وهي عضو في حركة التجديد الوطني، وهي أول امرأة تشغل منصب عمدة تيخوانا والأمين السابق للتعليم البلدي.

## النشأة والتعليم
رويز ماكفارلاند هي ابنة غييرمو رويز هيرنانديز المدعي العام الحالي في باجا كاليفورنيا. درست في سيدة السلام وهي مدرسة ثانوية كاثوليكية خاصة في سان دييغو، وتخرجت من الجامعة الأيبيرية الأمريكية في تيخوانا بدرجة البكالوريوس في الاتصالات.

## الوظيفة المبكرة
قبل دخولها عالم السياسة عملت في وكالات التسويق وفي منافذ الأخبار، بما في ذلك تلفيزيون أزتيكا وبي إس إن. كما أسست منتدى باها كاليفورنيا، وهي صحيفة متخصصة في القانون، وشغلت منصب مدير العلاقات العامة في مكتب محاماة عائلتها.
في عام 2019 انضمت إلى مجلس الوزراء البلدي كرئيسة لأمانة التعليم في البلدية.

## عمدة تيخوانا
تم تعيين رويز ماكفارلاند رئيسًا لبلدية تيخوانا في 16 أكتوبر 2020 ، بعد أن استقال رئيس البلدية آنذاك أرتورو غونزاليس كروز لفترة وجيزة لطلب الترشح لحكومة الولاية لحزبه السياسي في مورينا. انتهت فترة ولايتها مؤقتًا في 5 نوفمبر عندما استأنف غونزاليس مهام رئاسة البلدية في انتظار قرار بشأن ترشيحه. في 12 فبراير 2021 عادت إلى مكتب رئيس البلدية بعد استقالة غونزاليس.